# Wébé
Wébé was tot de jaren negentig een Nederlandse meubelfabrikant. Het is een afkorting voor de familienamen Walraven en Bevers, die het bedrijf in 1938 oprichtten in de plaats Beneden-Leeuwen.

## Geschiedenis
In de jaren twintig begon Antoon Walraven met zijn zoon Jan, die werkzaam was bij meubelfabrikant Salet, in zijn tabaksschuur een meubelbedrijfje. Het huwelijk van zijn dochter met de bij Salet werkzame meubelmaker Bevers, leidde tot de oprichting van het eigen bedrijf Walraven en Bevers, het latere Wébé.
In de jaren vijftig en zestig groeide het bedrijf uit tot een van de grotere meubelfabrieken in Nederland. In deze periode hadden zij zo'n 150 medewerkers en een eigen vrachtwagenpark. Door toenemende concurrentie uit lagelonenlanden in de jaren zeventig raakte het bedrijf in verval. In de jaren negentig werd de productie stopgezet. Door de populariteit van unieke vintage designmeubelen in de jaren tien van deze eeuw, winnen de producten van Wébé weer opnieuw aan populariteit.

## Louis van Teeffelen
Aloysius (Louis) Allegonda Petrus van Teeffelen (1921-1972) was een van de belangrijkste en bekendste ontwerpers van Wébé. Hij ontwierp van 1955 tot 1967 producten voor de fabriek en het meubelmerk Topform. Zijn ontwerpen zijn geïnspireerd op de Scandinavische designstroming (ook wel geclassificeerd onder de Deense stijl of mid-century modern) en worden gekenmerkt door het gebruik van (gebogen) teakhout, messing ophangbeugels en zwarte staanders. Bekende items zijn de Pelican Chair en de modulaire wandsystemen met teak planken en kastjes.